# Niina Nurminen

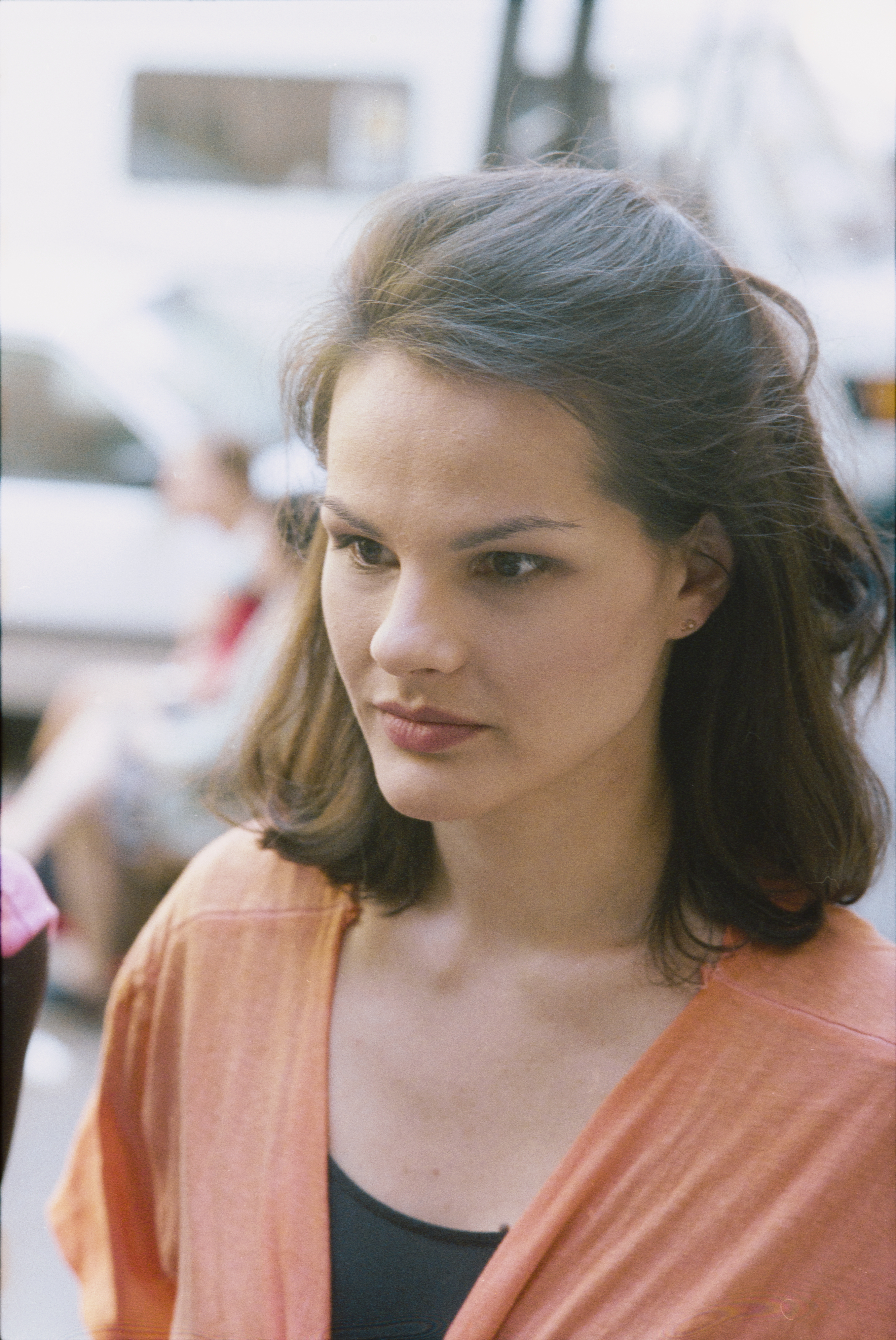
Niina Nurminen (1995)

Niina Marleena Nurminen (* 2. August 1965 in Turku) ist eine finnische Schauspielerin.

## Leben
Niina Nurminen schloss ihr Theaterstudium 1989 an der Theaterakademie Helsinki erfolgreich ab. Bereits während ihrer Studienzeit war sie vereinzelt in finnischen Fernsehserien zu sehen. Seitdem spielte sie in über 50 Film- und Fernsehproduktionen mit. Ihren größten Kritikererfolg hatte sie 2012 mit der Darstellung der Tiina Järvinen in dem von Maarit Lalli inszenierten Drama Kohta 18. Für diese Rolle wurde sie ein Jahr später als beste Nebendarstellerin für einen Jussi nominiert.
Nurminen ist mit dem Schauspieler Carl-Kristian Rundman verheiratet. Das Paar hat zwei gemeinsame Kinder.

## Filmografie (Auswahl)
- 1987: Fakta homma (Fernsehserie, eine Folge)
- 1988: Alptraum (Painajainen)
- 1988: Oudot jutut (Fernsehserie, eine Folge)
- 1991: Suklaasydän
- 1993: Täällä pojat tähden alla
- 2005: Eisiges Land (Paha maa)
- 2005: Emma
- 2005: Firma (Fernsehserie, elf Folgen)
- 2012: Kohta 18
- 2016–2018: Bordertown (Sorjonen, Fernsehserie, zehn Folgen)
- 2022: Made in Finland (Fernsehserie, sechs Folgen)